# Аніта Гаргас
Аніта Гарґас-Войцеховська (нар. 11 січня 1964, Катовіце) — польська журналістка, що спеціалізується на журналістських розслідуваннях, за освітою математик. Журналіст тижневика «Gazeta Polska» та щоденника «Gazeta Polska Dzień» (керівник відділу розслідувань). З 1 серпня 2006 року по 19 лютого 2010 року заступниця керівника відділу репортажів та заступниця директора з публіцистики на TVP1, автор програми Спеціальна місія.

## Біографія
Вона виросла в Катовіце. Закінчила факультет математики Сілезького університету в Катовіце. Під час навчання вона входила до Незалежної асоціації студентів та «Бойової солідарності». Вона також публікувалась у підпільному періодичному виданні NZS «Bez Retuszu», а наприкінці 1980-х рр. в іншому підпільному журналі «Przegląd Wiadomości Agencyjnych».
Після 1989 року вела аспірантуру факультету журналістики, а в 1991 році почала працювати стажером, а потім штатним журналістом у політичному відділі Tygodnik Solidarność. Потім зайнялася журналістськими розслідуваннями — писала репортажі та тексти-розслідування про членів партійної номенклатури PZPR. У 1991 році разом з Мацеєм Войцеховським видала книгу під назвою Політичні партії в Польщі. Того ж року вона залишила Tygodnik Solidarność і перейшла до нової щоденної газети Nowy Świat, створеної Пьотром Вєжбіцьким. Через політичний конфлікт у травні 1992 року під час уряду Яна Ольшевського обидва були звільнені з посад. У 1993 році Вєржбіцький заснував місячник (перетворений на тижневик) Gazeta Polska, до якого також приєдналася Аніта Гаргас. У червні 1993 року Гаргас опублікував секретний на той час список Мацеревичів . У 1998 році стала членом програмної ради PAP. У своїй роботі вона розвивалася як журналіст-розслідувач, розслідуючи скандали та злочини, пов'язані з діяльністю державної влади, колишньої комуністичної номенклатури та колишніх спецслужб. У 2005 році вона пішла з редакції Gazeta Polska (тоді Пьотр Вежбіцкі перестав бути головним редактором, його замінив Томаш Сакевич).
Потім почала працювати в тижневику Ozon. Тоді ж вона почала створювати телевізійну програму «Особлива місія», яка була створена з ініціативи керівництва TVP через відсутність на цій станції програм журналістських розслідувань. Доручення підготувати програму отримав Анджей Годлевський, який запросив до співпраці Аніту Гаргас. Перший випуск програми вийшов в ефірі в січні 2005 року і транслювався кілька місяців до виборчої кампанії 2005 року.
У травні 2006 року TVP транслювала фільм Аніти Гарґас «Президент без бар'єрів» про Йоланту Квасьневську, дружину Президента Республіки Польща Олександра Квасьневського, першу леді Польщі у 1995—2005 роках. Зміст звіту стосувався неясностей, пов'язаних із президентським фондом «Порозуміє без бар'єрів». Тому Квасневська подала скаргу до Національної ради з питань телерадіомовлення. Рада з медіа-етики розкритикувала Гаргаса за неправдивість і змішування інформації з коментарями. Незважаючи на це, фільм був номінований на медіапремію імені Анджея Войцеховського.
Програму «Спеціальна місія» було відновлено в ефірі з вересня 2006 року після того, як її відновив президент TVP Броніслав Вільдштейн . Потім Гаргас стала головним редактором програми. Тоді ж її призначили заступником керівника журналістської редакції, а у 2007 році її підвищили до керівника, а у 2009 році обійняла посаду заступника директора TVP1. Репортажі програми стосувалися скандалів і патологій у владі та економіці, зокрема: зв'язки спікера Сейму Юзефа Олекси та його родини з паливними компаніями, відсутність люстрації в Польщі. В одній із програм прозвучав запис розмови між Адамом Міхніком і Олександром Ґудзуватим. Програма виходила в ефір до березня 2009 року, коли її було вилучено з розкладу, а Аніту Гарґас було звільнено з посади керівника Департаменту реклами TVP1 тодішнім виконуючим обов'язки президента TVP Пьотром Фарфалом. У березні 2009 року група людей виступила на її захист із відкритим листом, вважаючи її звільнення обмеженням свободи слова. Вона була ініціатором телевізійної програми під назвою «Велике випробування історії» на TVP, а після її відходу звинуватила суспільне телебачення в інтелектуальній крадіжці у сфері авторського права, у зв'язку з подальшим транслюванням цієї програми TVP.3 лютого 2010 року програма «Спеціальна місія» повернулася на TVP1, і в тому ж місяці Аніта Гаргас була звільнена правлінням TVP з посади заступника керівника TVP1 без офіційної причини. Після 10 квітня 2010 року звіти спецмісії неодноразово стосувалися розслідування Смоленської катастрофи. Програма виходила в ефір до 19 жовтня 2010 року, а потім була вилучена з розкладу головою TVP1 Івоною Шималлою (разом із програмою Bronisław Wildstein presents).
У 2007 році суд над Гаргас почався з кінопродюсера Мацея Стшембоша, який запитав її в онлайн- блозі, чи працювала вона на секретній посаді в WSI. Gargas виграв суд, оскільки виробник не надав доказів на підтвердження своєї тези. У 2012 році закінчилася судова справа проти Аніти Гаргас, яку порушив мер Познані Ришард Ґробельни, звинувативши її в приватному обвинуваченні в наклепі в очах громадськості в одному з епізодів Спеціальної місії . У січні 2012 року суд припинив справу, встановивши, що журналіст підготував матеріал достовірно, з дотриманням принципів об'єктивної журналістики, і відсутність підстав для забороненого діяння.
Пізніше Аніта Гаргас створила документальні фільми про трагедію 10 квітня 2010 року. У 2011 році вона була автором фільму 10/04/10, присвяченого поясненню Смоленської катастрофи, який був опублікований у додатку до Gazeta Polska 6 квітня 2011 року. Це був перший фільм-розслідування про Смоленську катастрофу. У середині січня 2013 року вийшов її черговий фільм-розслідування про цю подію під назвою Anatomy of a Fall, а на рубежі березня та квітня 2014 року — продовження цієї постановки під назвою Анатомія падіння 2. 13 червня 2016 року відбулася прем'єра фільму під назвою In the name of honor, в якому були представлені генерали Анджей Бласік, Анджей Карвета, Броніслав Квятковський у заявах їхніх подружжя. У своїй журналістській діяльності та у фільмах про події 10 квітня 2010 року неодноразово порушувала тему нападу.
У вересні 2012 року підтримав зусилля TV Trwam отримати місце в публічному просторі та доступ до цифрового мовлення (місце в мультиплексі DVB-T), заохочуючи до участі в марші «Прокинься Польща». У січні 2013 року вона була членом наглядової ради Telewizja Niezależna S. І., керуючий станцією Telewizja Republika. З травня 2013 року по серпень 2016 року вона вела на цій станції програму-розслідування під назвою «Особливе завдання». 1 липня 2013 року вона була членом наглядової ради Telewizja Republika SA, керуючи станцією Telewizja Republika. З вересня 2014 року по серпень 2016 року працювала заступником головного редактора Telewizja Republika Томаша Терліковського.
З вересня 2016 року по грудень 2023 року вона була ведучою журналу Anita Gargas Investigative Magazine на TVP1 . З січня 2024 року журналістка веде журнал Anita Gargas' Magazine на YouTube.

### Особисте життя
Вона була дружиною Мацея Войцеховського, пізніше директора TVP1.

## Ордени та нагороди
- 19 березня 2010 року за видатні заслуги у сприянні демократичним змінам у Польщі, за досягнення в професійній та громадській діяльності на благо країни її Президент Республіки нагородив Лицарським хрестом Ордена Відродження Польщі. Польща , Лех Качиньський[40][41][42].
- У 2012 році була нагороджена «Головною премією свободи слова» за 2011 рік, яку присуджує Асоціація польських журналістів за мужність і безкомпромісність у пошуку правди про Смоленську катастрофу.[43] Премія становила 20 000 злотих. злотих.[44]
- 30 січня 2014 року вона отримала «Watergate Award» за 2013 рік, яку присуджує Асоціація польських журналістів за фільм «Анатомія падіння».
- 28 січня 2016 року разом із Цезарієм Гмизом вона отримала почесну відзнаку в рамках «Вотергейтської нагороди» за 2015 рік, яку присуджує Асоціація польських журналістів за матеріал «Плівки третьої влади — суддівські розклади», випущений у грудні. 10, 2014 в програмі «Особливе завдання» на Telewizja Republika.[45]

## Фільмографія
- 10.04.10 (2011),
- Анатомія падіння (2012),
- Анатомія падіння 2 (2014),
- В ім'я честі (2016)